# Kluci, hurá za ním
Kluci, hurá za ním (1934) je povídka s detektivním motivem českého spisovatele Václava Řezáče, určená dětem. Povídka je koncipována podle stejného schématu jako jiná autorova kniha Poplach v Kovářské uličce, tj. hodní chudí a zlí živnostníci, a tak, aby se v ní klukovská romantika dostala do kontrastu s drsnou sociální skutečností kapitalistického světa. Již první vydání bylo ilustrováno Josefem Čapkem.

## Obsah povídky
Tři chlapci s přezdívkami Sirka, Valnoha a Zrzek žijí v městské čtvrti, která se jmenuje Bakalářka a stojí na kopci nad ostatním městem. Kolem domů jsou pole a lesíky, kde si mohou kluci hrát. V lesíku si také udělají svou tajnou skrýš, kterou jim ale neznámý zloděj vykrade. V pátrání po pachateli chlapcům pomáhá děda Zachariáš, který je hlídačem místního zámečku, který patří jednomu učenci, co cestuje po světě.
Děda Zachariáš přivede chlapce na stopu zloděje, ale po jeho dopadení chlapci upustí od jeho potrestání. Zjistí totiž, že jde o ubožáka, který se ze strachu o osud malé dcerušky dává sociálně i mravně vykořisťovat svým zaměstnavatelem, zlým hostinským Ferbusem. Tomu nakonec ke spokojenosti všech hostinec vyhoří.